# The Ghost Inside
The Ghost Inside je melodic hardcorová hudební skupina pocházející z Los Angeles, která byla založená v roce 2004. Členové této skupiny jsou Jonathan Vigil, Zach Johnson, Chris Davis, Andrew Tkaczyk a Jim Riley. Skupina vydala jedno EP a 4 studiová alba. V roce 2016 je stále nejaktuálnější album Dear Youth, vydané v září 2014.

## Historie
Ještě pod jménem A Dying Dream vydali EP, Now Or Never, vydané pod vydavatelstvím Frontline Records. O rok později podepsali smlouvu s Mediaskare Records, kde EP znova nahráli a vydali s bonusovým songem a živou stopáží. Později změnili jméno skupiny na The Ghost Inside, pod kterým vystupují do dnes. Spolu s touto změnou také vydali album Fury and the Fallen Ones. Jejich druhé album s názvem Returners vyšlo 8. června 2010 přes Mediaskare Records. Dne 24. února 2011 bylo oznámeno, že se KC Stockbridge s The Ghost Inside rozcházejí a že Andrew Tkaczyk bude vyplňovat pozici bubeníka, který byl původně bubeník a autor písní ve skupině For the Fallen Dreams. Dne 12. ledna skupina podepsala smlouvu s Epitaph Records.
Na prvním albu pro Epitaph Records, Get What You Give, se podílel také zpěvák skupiny A Day to Remember, Jeremy McKinnon a debutovalo jako No.88 v Billboard Top 200. V roce 2013 skupina byla skupina na světovém turné s albem Get What You Give.
Dne 8. září 2014 vydala skupina na YouTube song Avalanche. Následně 16. září 2014 vydali na streamu Spotify detaily o svém novém albu s názvem Dear Youth. Dne 17. listopadu 2014 vydali album Dear Youth, opět pod Epitaph Records. Album debutovalo jako No.63 v Billboard Top 200.
Dne 9. ledna 2015 skupina oznámila, že se rozchází se svým původním hlavním kytaristou Aaronem Brooksem. Posledním původním členem skupiny tak zůstal Jonathan Vigil. Dne 19. listopadu 2015 měla uprostřed turné skupina autonehodu. Oba řidiči byli na místě mrtví, zatímco ostatních 10 lidí přežilo. Jonathan Vigil, Zach Johnson, Andrew Tkaczyk a další 2 lidé byli hospitalizování v kritickém stavu. Dne 13. ledna 2016 Jonathan Vigil poprvé od nehody nastínil situaci fotkou na Instagramu, kde uvedl své zranění a jeho vděčnost "být naživu". Další den Andrew Tkaczyk potvrdil to, že výsledkem nehody byla ztráta jedné nohy po desetidenním komatu, ale že se chce i přesto vrátit k hudbě. Dne 22. března 2016 bylo potvrzeno, že skupina by měla hrát na Warped Tour 2017. Byla první oznámenou skupinou na tomto turné v roce 2017. Dne 23. března 2016 byl Chris Davis, původně kytarista skupiny Texas In July, oficiálně oznámen jako člen skupiny po tom, co se skupinou hrál během roku 2015.

## Diskografie
- Fury and the Fallen Ones (2008)
- Returners (2010)
- Get What You Give (2012)
- Dear Youth (2014)
- The Ghost Inside (2020)
- Searching for Solace (2024)